# Kose (Tallinn)
Kose est un quartier du district de  Pirita  à Tallinn en Estonie.

## Description
En 2019, Kose compte 3 448 habitants.
Sa superficie est de 3,46 km2.
Ses quartiers voisins sont Kloostrimetsa, Iru, Kuristiku, Maarjamäe et Priisle.
Les rues du quartier sont Helmiku tee, Helmiku põik, Hunditubaka tee, Vabaõhukooli tee, Rahvakooli tee, Abaja tänav, Abaja põik, Haljas tee, Hiie tänav, Hiie põik, Jaaniku tänav, Jõekalda tänav, Jääraku tee, Jääraku põik, Kallaste tänav, Karukella tee, Kase tänav, Kaunis tänav, Kelluka tee, Koldrohu tee, Kose tee, Kose põik, Kosemetsa tänav, Kullese tänav, Kurereha tee, Kuukressi tee, Kärestiku tänav, Lõosilma tee, Lükati tee, Mailase tee, Mesika tee, Mesika põik, Metsakooli tee, Metsakooli põik, Niidu tee, Nurmiku tee, Nurmiku põik, Osja tee, Paisu tänav, Pajulille tee, Puhkekodu tee, Pune tee, Purde tänav, Pääsusilma tee, Raudosja tee, Rummu tee, Ernst Särgava allee, Tupsi tee, Vahulille tee, Varsaallika tänav, Veeriku tee et Vesiveski tänav.

## Population
| 2008  | 2010  | 2011  | 2012  | 2013  | 2014  |
| ----- | ----- | ----- | ----- | ----- | ----- |
| 3 223 | 3 289 | 3 264 | 3 298 | 3 330 | 3 351 |

| 2015  | 2016  | 2017  | 2018  | 2019  | 2020  |
| ----- | ----- | ----- | ----- | ----- | ----- |
| 3 348 | 3 324 | 3 337 | 3 400 | 3 448 | 3 565 |

| 2021  | 2022  | - | - | - | - |
| ----- | ----- | - | - | - | - |
| 3 674 | 3 768 | - | - | - | - |

## Transports
Les lignes de bus n° 5, 6, 29 et 63 desservent le quartier.

## Lieux et monuments
- Vabaõhukooli tee 7 - École en plein air Konstantin Päts (et) ;
- Rahvakooli tee 3 - Centre de loisirs de Kose ;
- Hunditubaka tn 12 - Centre pour enfants Nova avec piscine ;
- Kose tee 59 - École maternelle de Pirita-Kose ;
- Kose tee 59 - Centre médiceal de Pirita-Kose ;
- Kose tee 55, 57 - Manoir de Kose (et)

La rivière Pirita et le ruisseau Varsaallikka traversent le quartier. 
Kose se trouve dans la zone de protection du paysage de la vallée de la rivière Pirita (et) et la forêt de Kose est sur son territoire.

## Galerie

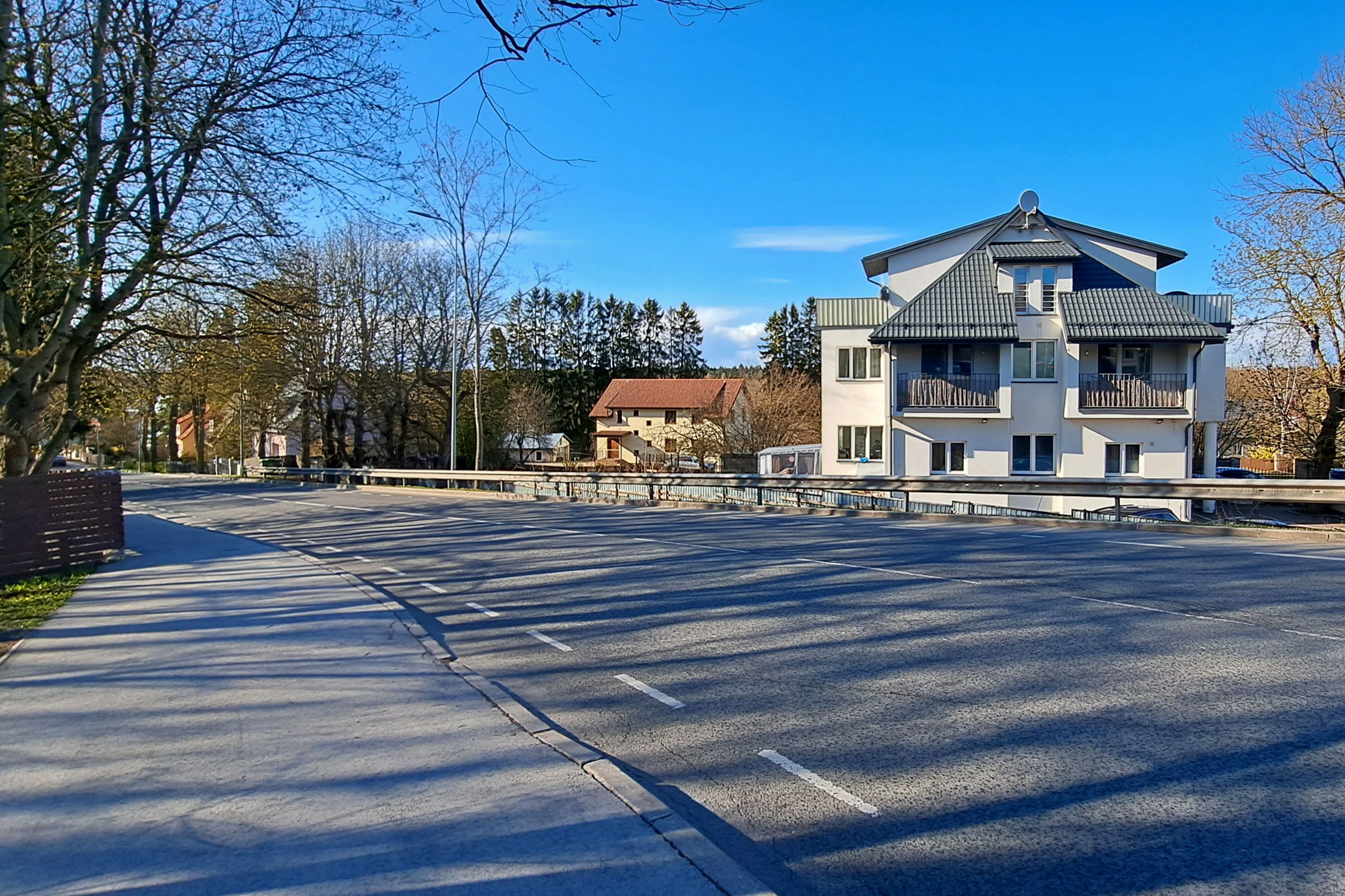
Kose tee.
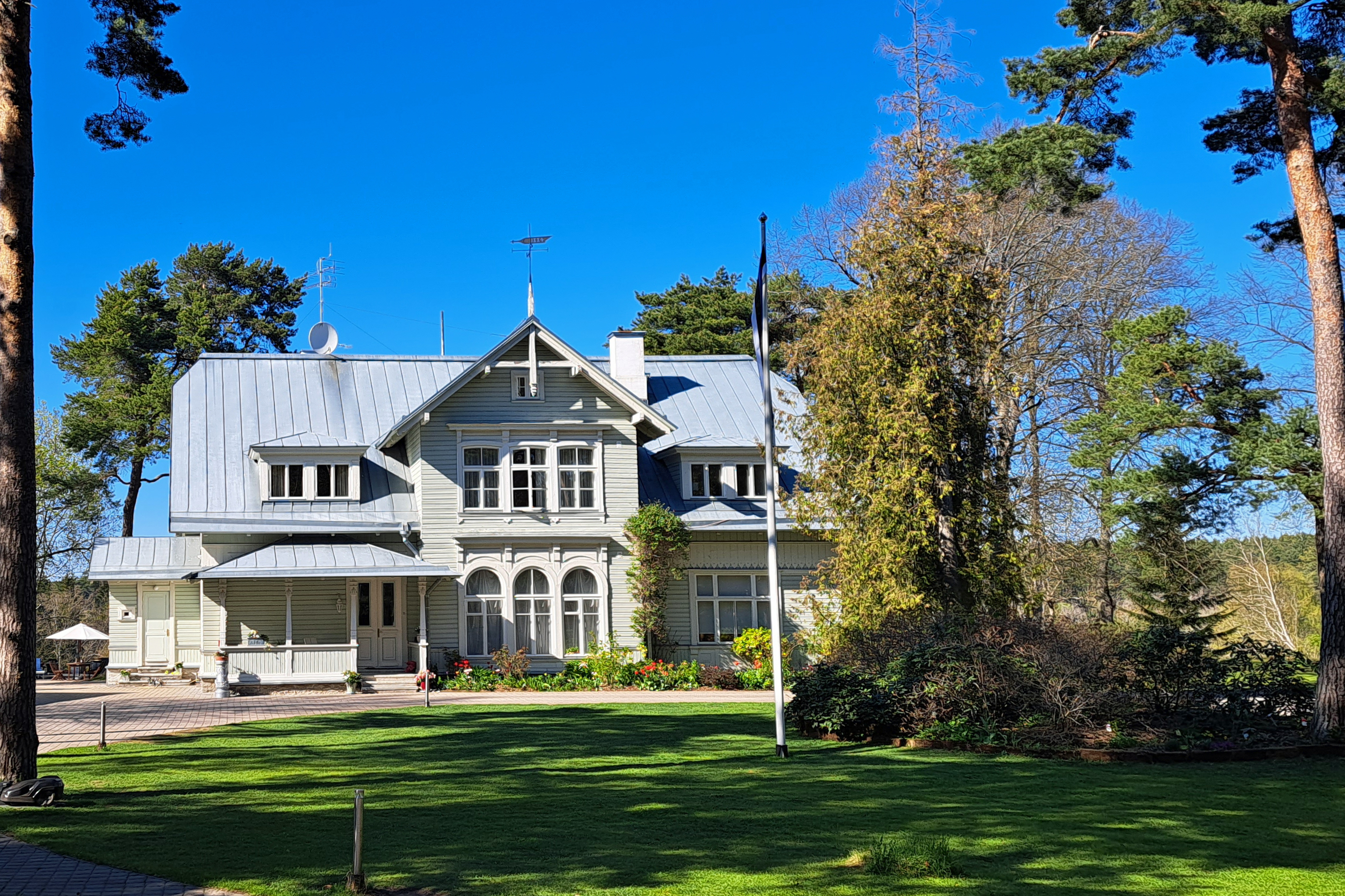
Villa Tannenrode, Lükati tee 1.
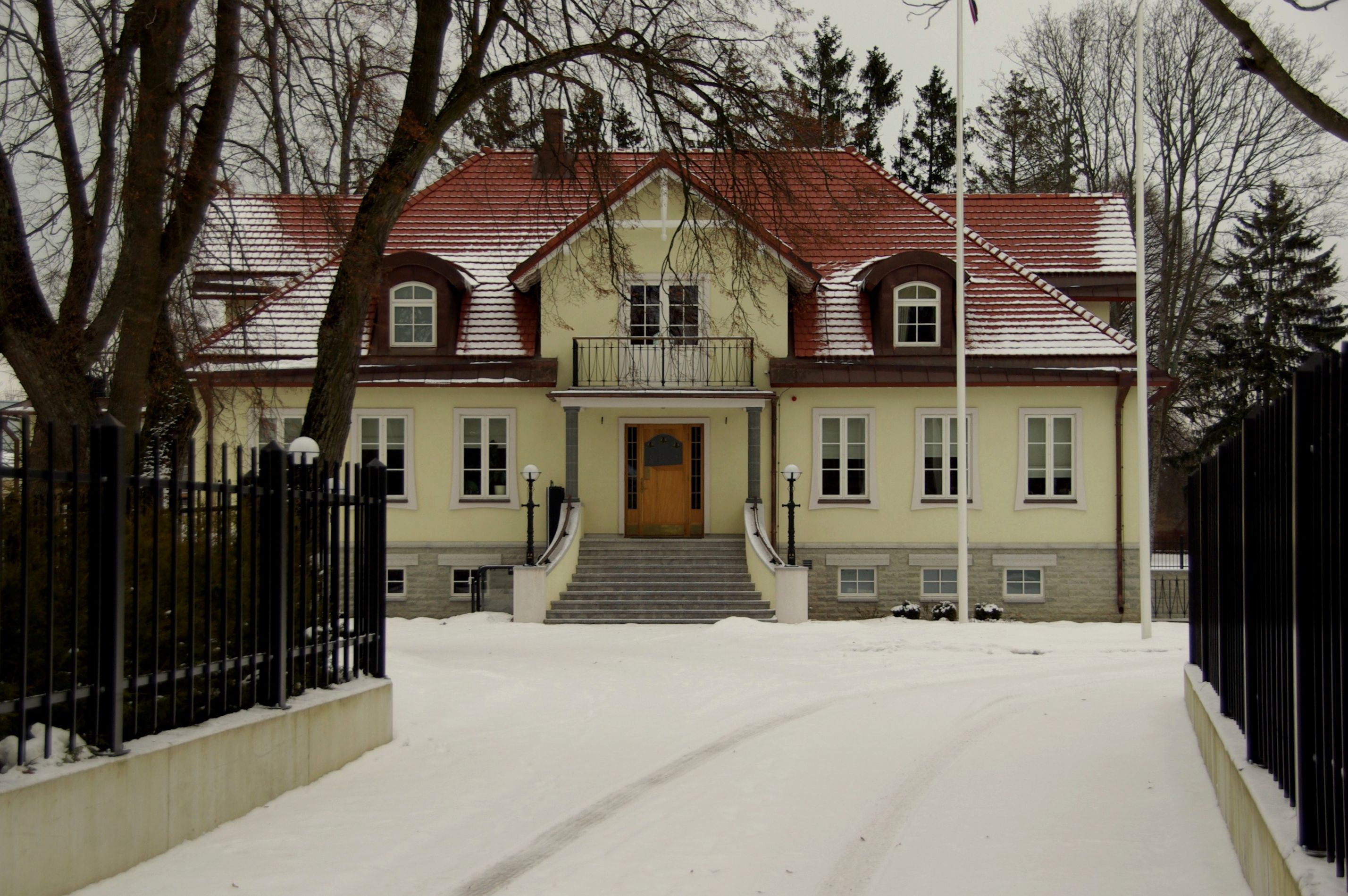
Manoir de Kose.

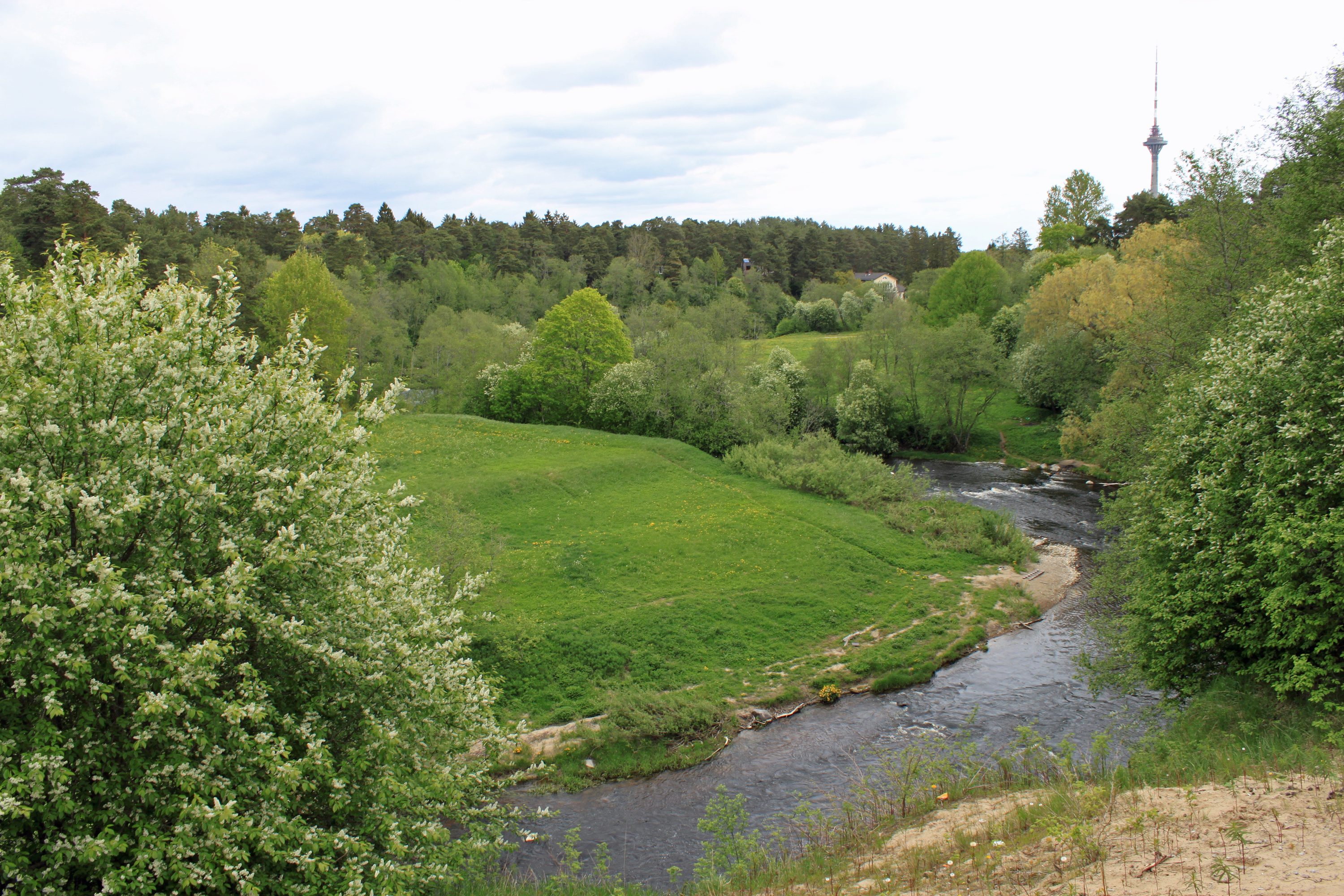
Rivière Pirita.
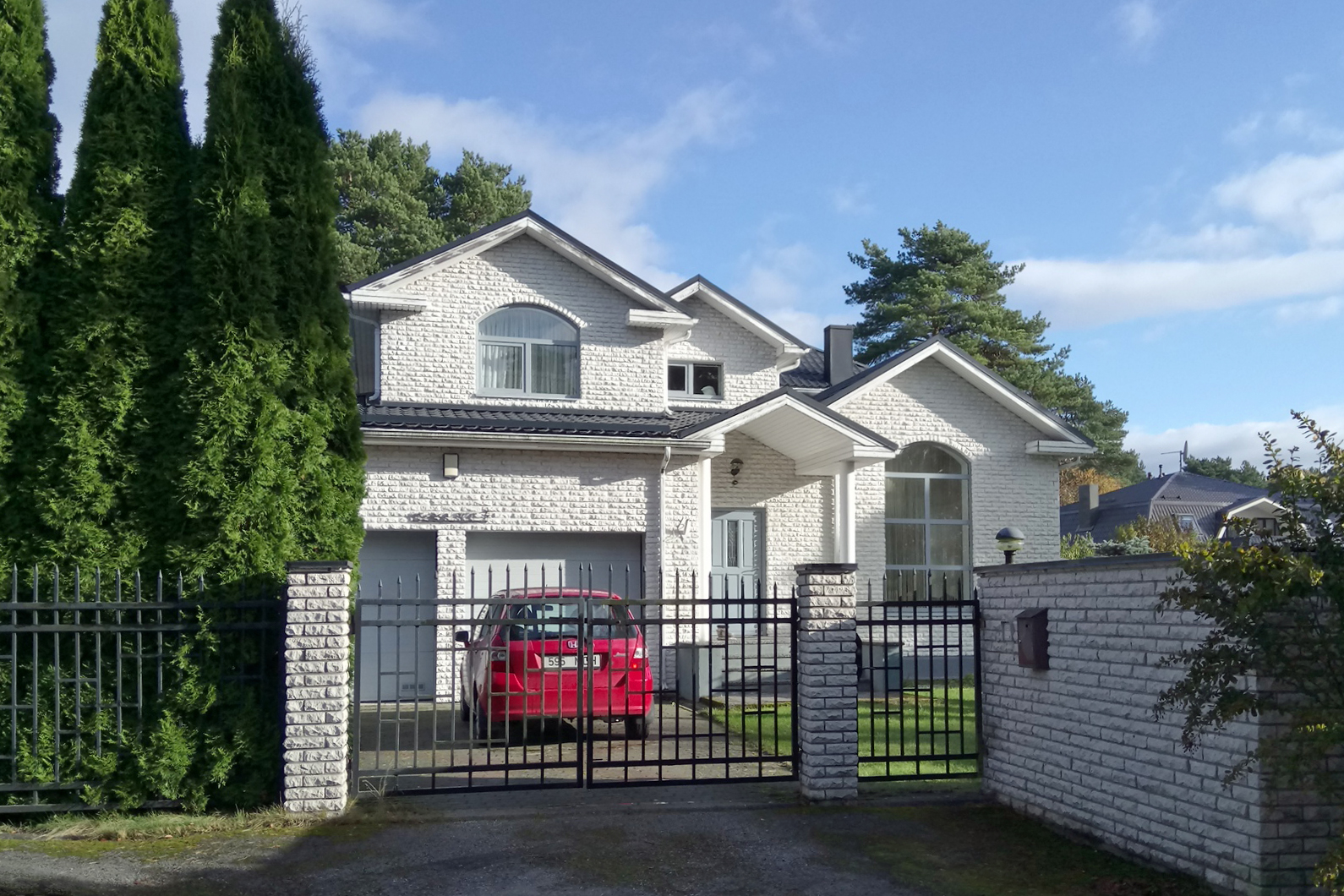
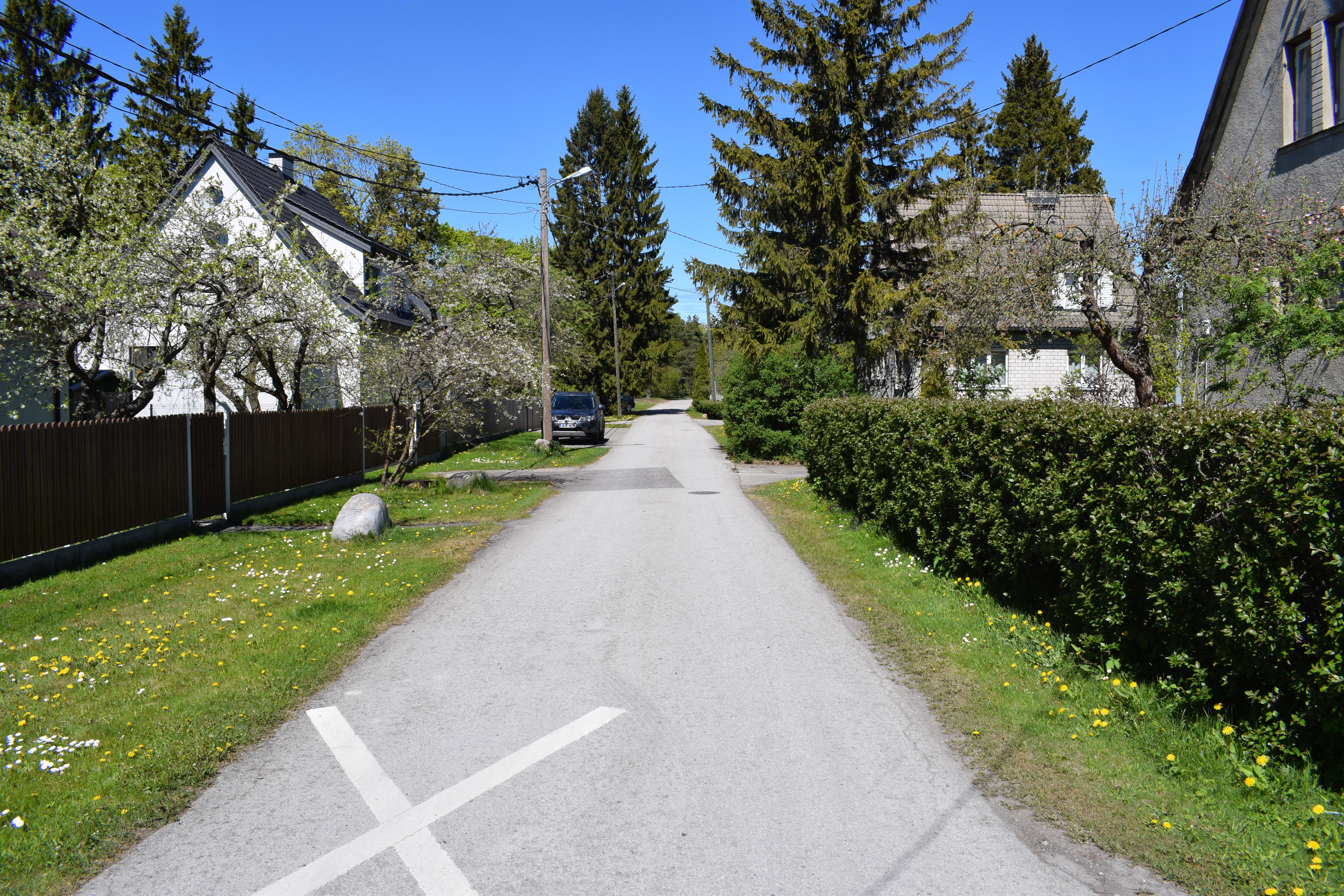
Osja tee.
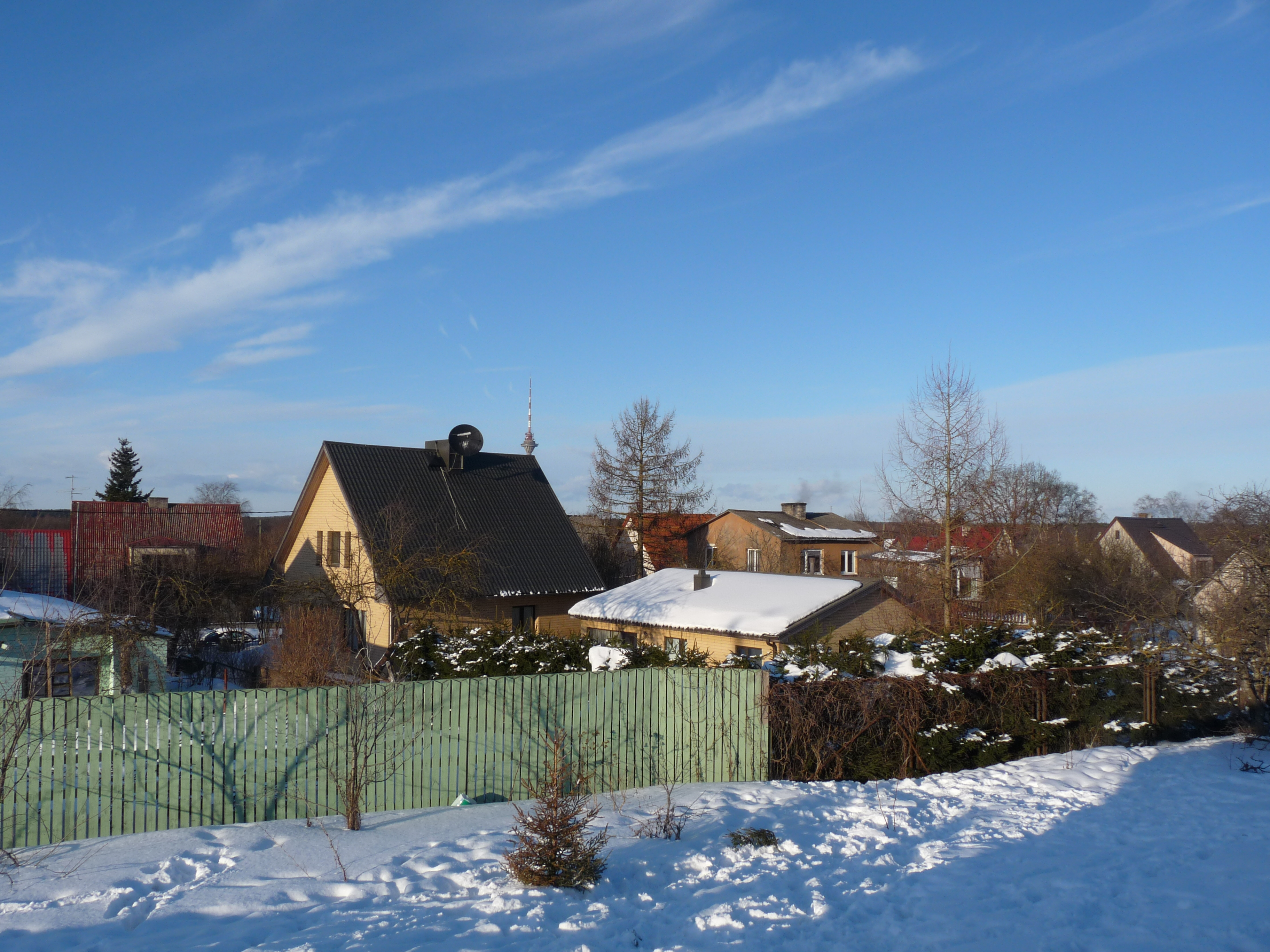
Kose vu de Narva maantee.

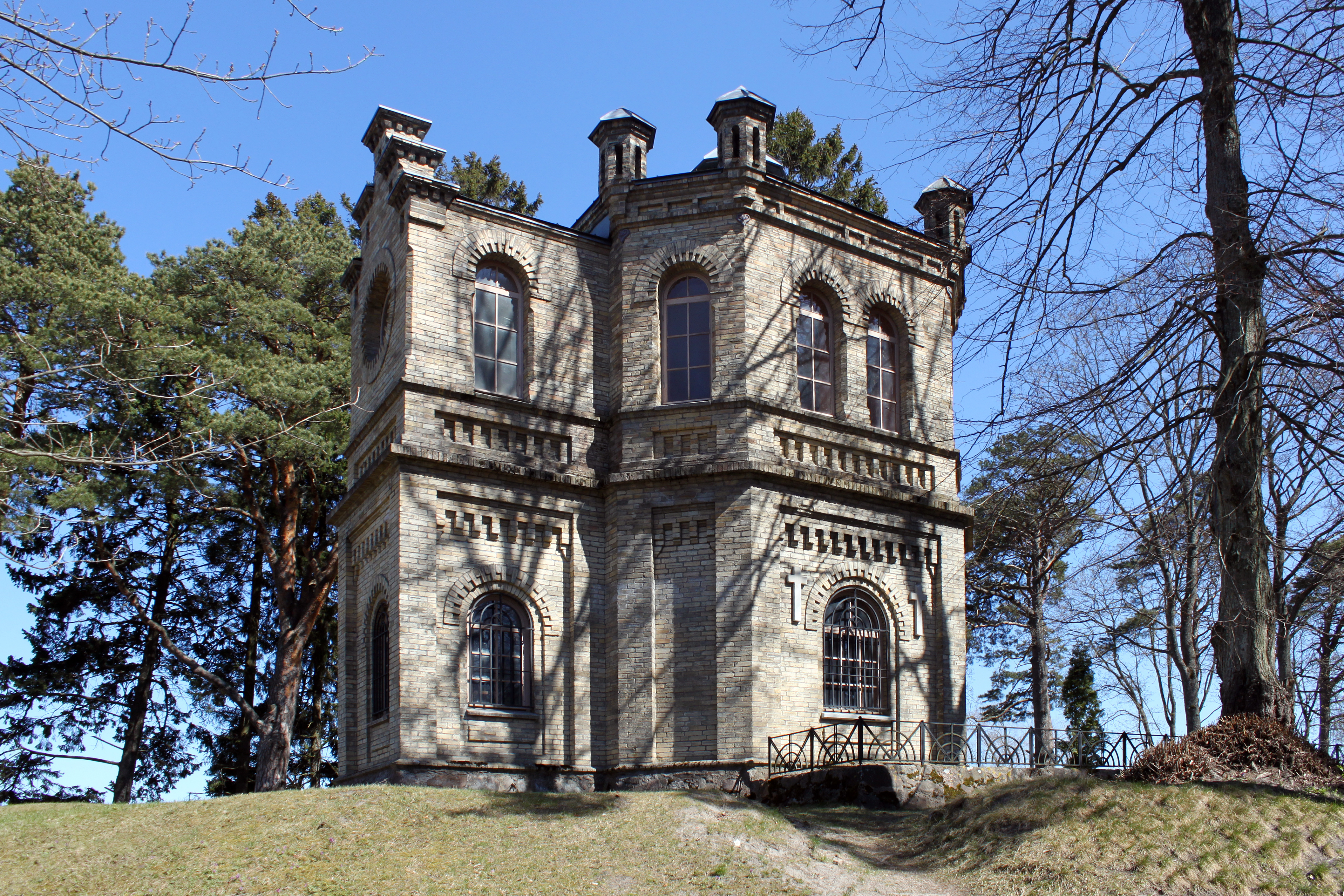
Chapelle Koch au cimetière.
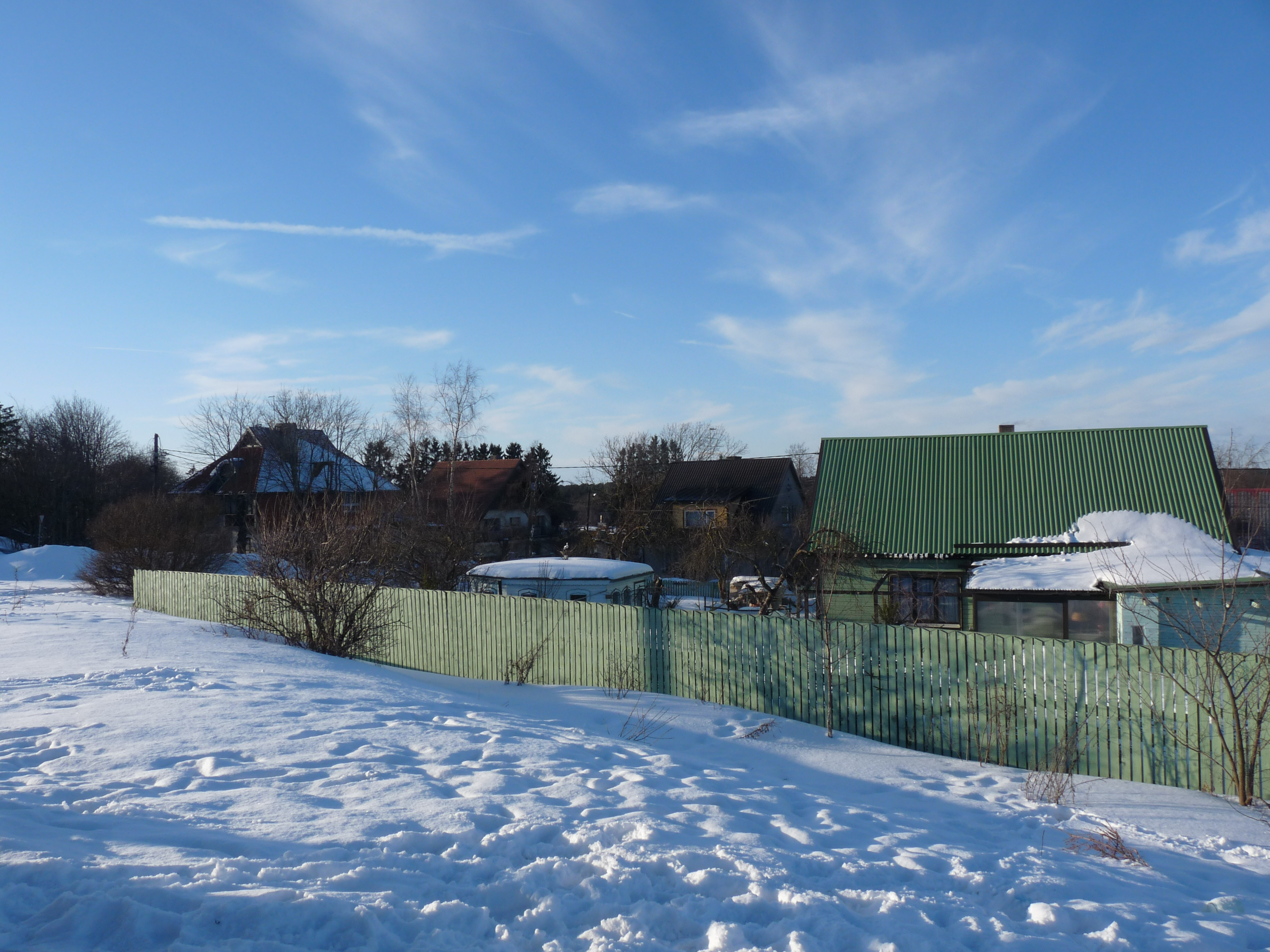
Kose vu de Narva maantee.
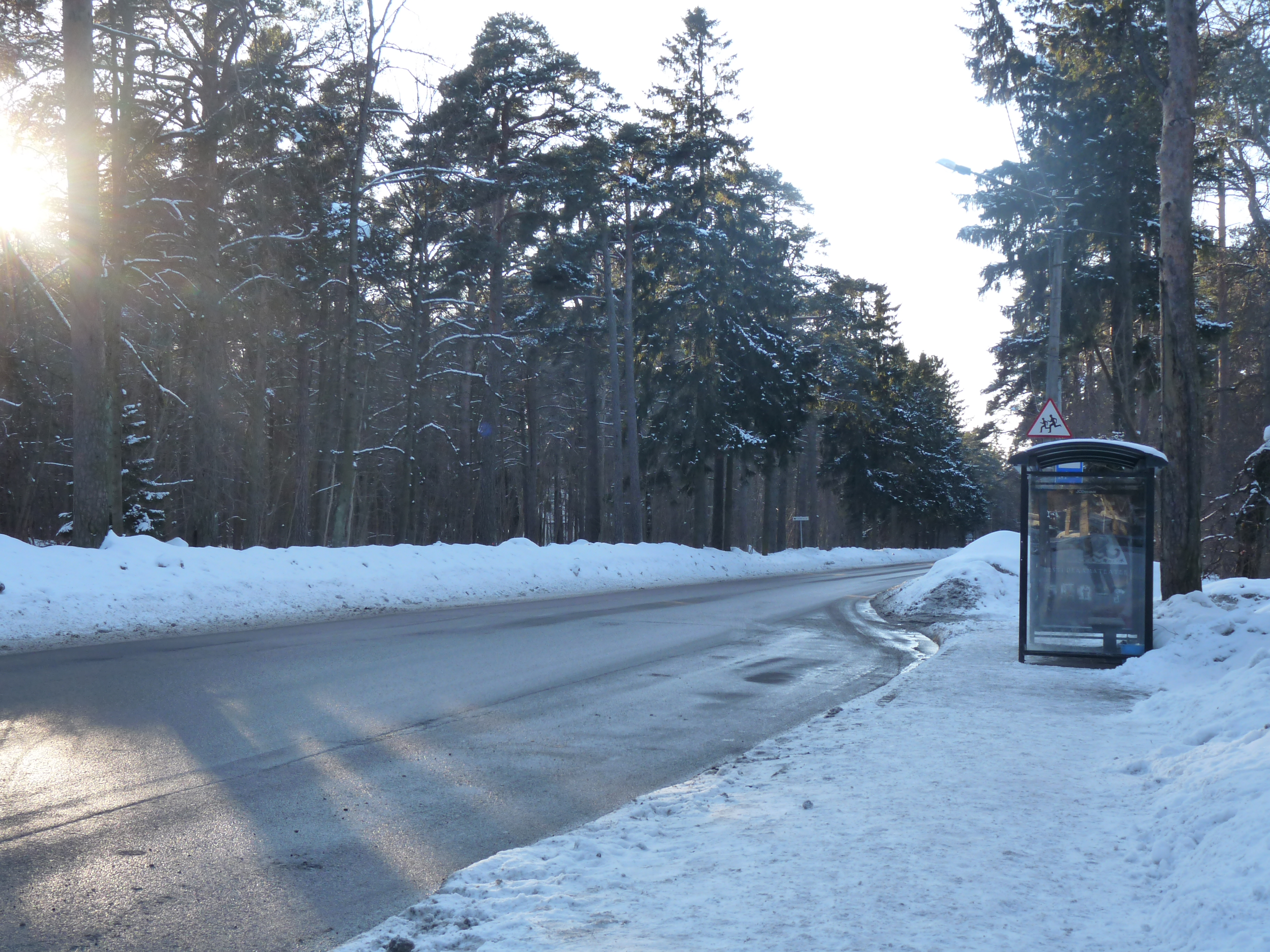
Arrêt de bus Lükati.
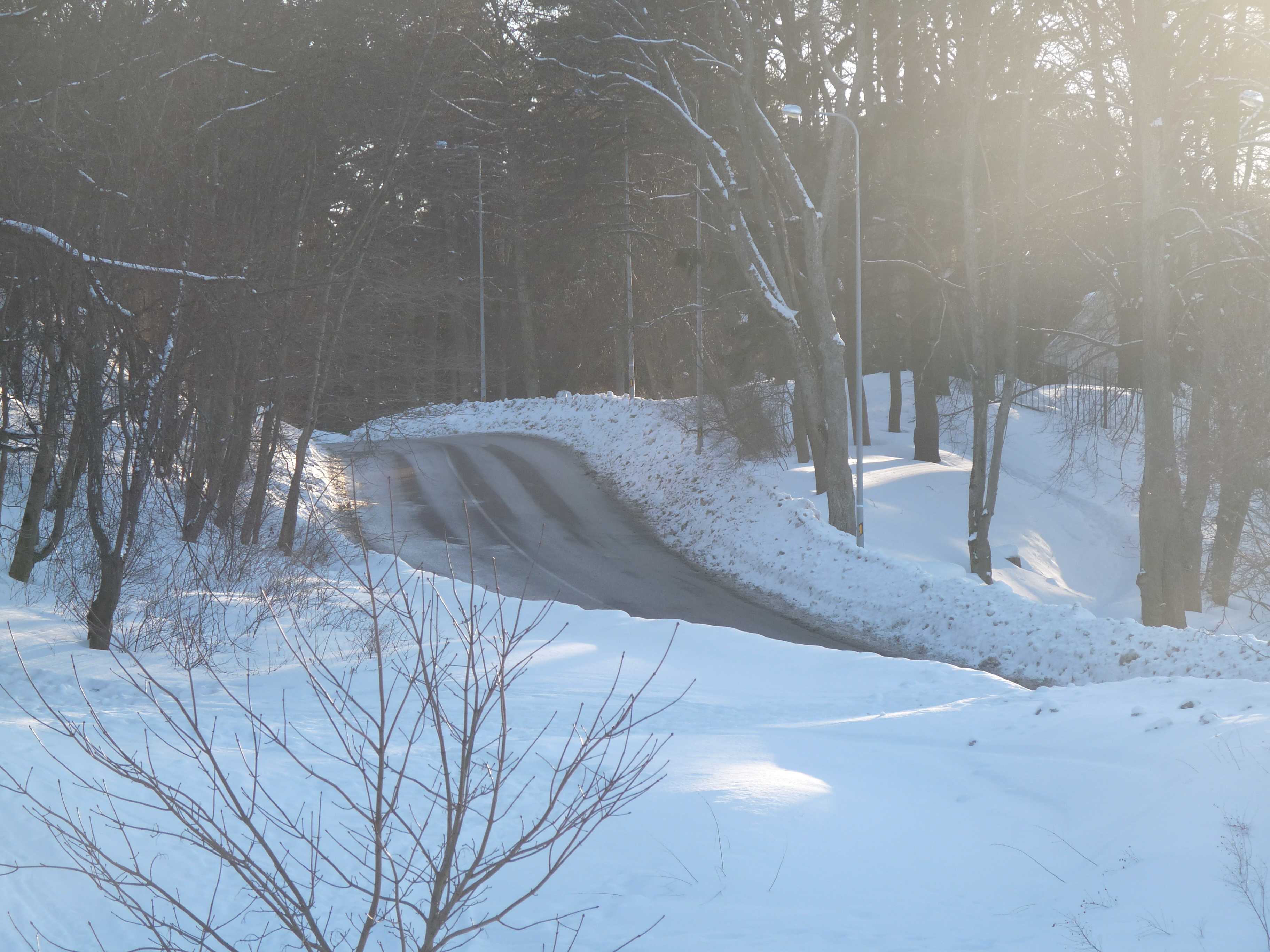
Lükati tänav.